# Kronološki pregled pandemije COVID-19 (Siječanj 2020.)
Ovaj članak dokumentira kronološki i epidemiološki pregled pandemije koronavirusa 2019./20. tijekom siječnja 2020. godine.
| Datum prvog slučaja | Zemlja                                        |
| ------------------- | --------------------------------------------- |
| 1. prosinca 2019.   | Kina                                          |
| 13. siječnja        | Tajland                                       |
| 16. siječnja        | Japan                                         |
| 20. siječnja        | SAD, Južna Koreja                             |
| 21. siječnja        | Tajvan                                        |
| 22. siječnja        | Hong Kong, Macau                              |
| 23. siječnja        | Singapur, Vijetnam                            |
| 24. siječnja        | Francuska, Nepal                              |
| 25. siječnja        | Australija, Kanada, Malezija                  |
| 27. siječnja        | Kambodža, Njemačka, Šri Lanka                 |
| 29. siječnja        | Finska, UAE                                   |
| 30. siječnja        | Indija, Italija, Filipini                     |
| 31. siječnja        | Rusija, Španjolska, Švedska, Velika Britanija |

## Kronologija

### 1. siječnja
Prema informacijama koje je Južna kineska jutarnja pošta objavila 13. ožujka 2020., kineske vlasti identificirale su 266 osoba koje su bile zaražene prije početka 2020. godine.
Prema kineskim vijestima koje je financirala kineska Xinhua vijest, tržište morske hrane u Huananu 1. siječnja 2020. zatvoreno je zbog "regulacije".

### 7. siječnja
Znanstvenici Nacionalnog instituta za kontrolu i prevenciju virusnih bolesti (IVDC) potvrdili su da je novi koronavirus izoliran 3. siječnja patogeni uzročnik nakupine virusne pneumonije nepoznate etiologije (VPUE), a bolest je označena kao nova pneumonija zaražena koronavirusom ( NCIP).

### 8. siječnja
Južna Koreja najavila je prvi mogući slučaj virusa koji dolazi iz Kine. Južna Koreja je 36-godišnju Kineskinju stavila pod izolirano liječenje zbog zabrinutosti da je vratila oblik virusne upale pluća koji je u prethodnim tjednima oboleo na desetine u kontinentalnoj Kini i Hong Kongu. Neidentificirana žena, koja je radila u južnokorejskoj kompaniji u blizini glavnog grada Seula, imala je kašalj i groznicu otkako se vratila s petodnevnog putovanja u Kinu 30. prosinca. Žena je provela vrijeme u Wuhanu u Kini, ali nije posjetila tržište morske hrane Huanan.

### 9. siječnja
SZO je potvrdio da je novi koronavirus izoliran od jedne osobe koja je hospitalizirana. Istog dana Europski centar za prevenciju i kontrolu bolesti objavio je svoju prvu procjenu rizika.

### 13. siječnja
Tajland je bio svjedokom prvog potvrđenog slučaja 2019-nCoV izvan Kine.

### 16. siječnja
16. siječnja SZO je upozorila japansko Ministarstvo zdravlja, rada i dobrobiti   o prvom slučaju u Japanu, 30-godišnjeg kineskog državljanina, pozitivan test na 2019-nCoV tijekom boravka u bolnici između 10. i 15. siječnja. Nije posjetio veletržnicu morskih plodova Huanan, ali je vjerojatno imao bliski kontakt s pogođenom osobom u Wuhanu.

### 20. siječnja
Sjedinjene Države i Južna Koreja 20. siječnja Svjetskoj zdravstvenoj organizaciji prijavile su svoj prvi potvrđeni slučaj koronavirusa. CDC je razvio vlastiti komplet za testiranje nakon što je Kina 10. siječnja podijelila genetski niz i primijenila ga u otkrivanju prvog slučaja koronavirusa.

### 21. siječnja
Objavljeni su i novi slučajevi izvan kontinentalne Kine. Tajvan je prijavio svoj prvi laboratorijski potvrđeni slučaj, a Sjedinjene Države prijavile su svoj prvi laboratorijski potvrđeni slučaj u državi Washington, prvi u Sjevernoj Americi.

### 22. siječnja
Novi slučajevi: Makau i Hong Kong prijavili su svoje prve laboratorijski potvrđene slučajeve, a Hong Kong je 22. siječnja izvijestio o svom drugom slučaju.

### 23. siječnja
Wuhan je obustavio sav javni prijevoz od 10 sati ujutro, uključujući sve autobusne, podzemne i trajektne linije. Uz to, zaustavljeni su svi odlazni vlakovi i letovi.
Singapur je izvijestio o svom prvom laboratorijski potvrđenom slučaju, 66-godišnjeg muškarca iz Kine. Vijetnam je potvrdio svoja prva dva laboratorijski potvrđena slučaja, 65 ili 66-godišnjeg oca i sina 27 ili 28 godina iz Kine.

### 24. siječnja
Francuska je prijavila svoja prva tri potvrđena slučaja, prve pojave u EU. Francuska ministrica zdravlja Agnès Buzyn izjavila je da će se vjerojatno u zemlji pojaviti drugi slučajevi.

### 25. siječnja
Australija je potvrdila svoja prva četiri slučaja, jedan u Viktoriji i tri u Novom Južnom Walesu. Malezija je prijavila svoja prva tri slučaja u slučaju Johor Bahru, a četvrti slučaj kasnije. Kanada je potvrdila svoj prvi slučaj u Torontu.

### 27. siječnja
Šrilansko zdravstveno ministarstvo potvrdilo je prvi slučaj koronavirusa, 43-godišnja Kineskinja. Njemačka je potvrdila svoj prvi slučaj u Bavarskoj, slučaj domaćeg prijenosa. Kambodža potvrđuje svoj prvi slučaj virusa, Kineza koji je sa svojom obitelji došao u Sihanoukville.

### 29. siječnja
UAE potvrđuje svoj prvi slučaj. Finska izvještava o prvom slučaju virusa u Laponskoj, koji je pronađen kod kineskog turista koji je napustio Wuhan prije nego što je Wuhan zaključan.

### 30. siječnja
SZO je proglasila virus međunarodnim zabrinutostima za javno zdravstvo i savjetovao je da "sve zemlje trebaju biti pripremljene za zadržavanje, uključujući aktivni nadzor, rano otkrivanje, izoliranje i upravljanje slučajevima, traženje kontakata i sprječavanje daljnjeg širenja zaraze 2019-nCoV-om i dalje podijeliti pune podatke s SZO. "
Indija potvrđuje svoj prvi slučaj koronavirusa kod studenta koji se sa sveučilišta Wuhan vratio u indijsku državu Kerala. Filipini potvrđuju svoj prvi slučaj koronavirusa kod kineske državljanke koja je stigla u Manilu preko Hong Konga 21. siječnja.
Italija je potvrdila svoja prva dva slučaja na konferenciji premijera, Giuseppea Contea.

### 31. siječnja
Ujedinjeno Kraljevstvo i Rusija potvrdili su svoje prve koronavirus infekcije. Potvrđeni su prvi slučajevi Švedske i Španjolske.